# Атентатори
„Атентатори“ (на английски: Assassins) е американско-френски екшън филм от 1995 г. с участието на Силвестър Сталоун и Антонио Бандерас. Режисьор е Ричард Донър.

## Сюжет
Робърт Рат (Силвестър Сталоун) е наемен убиец ветеран, който решава като за последно за извърши една поръчка. Мигел Бейн (Антонио Бандерас) също е наемен убиец, прохождащ в занаята, който се възхищава на Рат и знае много добре историята му. Поредната му поръчка съвпада с поръчката на Рат. За нея Робърт Рат ще получи 20 милиона. Поръчката е да убие Електра (Джулиан Мур) жена хакер, която краде и продава компютърна информация. След като я спасява Рат ѝ предлага сделка – да си разделят парите ако тя му помогне да убият Бейн. Тя се съгласява. Накрая се оказва, че поръчката е била дадена от Николай, старият ментор на Рат, когото той мисли за мъртъв. Рат го убива, а после убива и жестокия и безскрупулен Бейн.